# Aglaojoppa vana
Aglaojoppa vana là một loài tò vò trong họ Ichneumonidae.